# 利氏帶天竺鯛
利氏帶天竺鯛，又稱利氏长鳍天竺鲷，为輻鰭魚綱鈎頭魚目天竺鲷科的一種。

## 分布
本魚分布西太平洋區，包括澳洲、新喀里多尼亞、諾福克島等海域。

## 深度
水深1-15公尺。

## 特徵
本魚體呈圓形側扁，眼大。體呈淡紫色，腹部銀白色，頭部及體側具亮藍色斑塊，具發光器官，尾鰭凹入，臀鰭延長，背鰭硬棘8枚;背鰭軟條9枚;臀鰭硬棘2枚;臀鰭軟條12-14枚，體長可達3.8公分。

## 生態
本魚棲息於珊瑚礁區，喜群游，屬肉食性，以浮游生物和底棲性無脊椎動物為食。雄魚與雌魚交配後，雄魚會將卵含在口中保護，孵化之。

## 經濟利用
無任何經濟價值。

## 外部連結
- Froese, R. & Pauly, D. (eds.) (2011). Archamia leai. FishBase. Version 2011-12.